# Trốc cước
Trốc cước (chữ Hán: 戳腳; bính âm: chuō jiǎo; dịch nghĩa tiếng Anh: poking foot, có nghĩa là đâm chân hay thọc cước, chọt cước, phóng cước; âm Hán-Việt: trạc cước hay sác cước) và Phiên tử quyền là hai môn được danh tướng Nhạc Phi rất ưa thích và ông đã kết hợp với Ưng Trảo Quyền để sáng tác thành bộ môn quyền thuật nổi tiếng được đời sau gọi là Hình Ý quyền có các động tác mô phỏng từ các loài mãnh thú.